# Campionato austriaco di pallacanestro
Il campionato austriaco di pallacanestro è l'insieme delle competizioni cestistiche organizzate dalla Österreichische Basketballverband (ÖBV).
In ambito maschile il massimo campionato professionistico è denominato Österreichische Basketball Bundesliga ed è stato organizzato per la prima volta nel 1947. Si disputa anche un campionato femminile, denominato Austrian Women Basketball League (AWBL).

## Struttura

### Campionato maschile
- Campionati nazionali

1. Admiral Basketball Bundesliga
2. 2. Basketball Bundesliga

suddivisa in 3 gironi: Ost, West e Süd
- Campionati regionali

1. Landesliga, organizzata dalle singole federazioni a livello di land

suddivisa in 9 gironi, uno per ciascuno Stato federato

### Campionato femminile
- Campionati nazionali

1. AWBL (in tedesco Österreichische Damen Basketball Bundesliga)
2. 2. Bundesliga

suddivisa in 3 gironi: Ost, West e Süd
- Campionati regionali

1. Landesliga, organizzata dalle singole federazioni a livello di land

suddivisa in 9 gironi, uno per ciascuno Stato federato